# 莱拉·尤西福
莱拉·尤西福（荷蘭語：Laila Youssifou，1996年1月2日—），荷兰女子赛艇运动员，2022年世界赛艇锦标赛女子双人双桨和女子八人单桨有舵手银牌得主、2023年世界赛艇锦标赛女子四人双桨银牌得主、2024年夏季奥林匹克运动会女子四人双桨银牌得主。